# Adeonellopsis tuberculata
Adeonellopsis tuberculata is een mosdiertjessoort uit de familie van de Adeonidae. De wetenschappelijke naam van de soort is, als Adeonella tuberculata, voor het eerst geldig gepubliceerd in 1884 door Busk.